# شهرستان یییانگ (جیانگشی)
شهرستان یییانگ (به انگلیسی: Yiyang County) یک شهرستان در چین است که در شانگراو واقع شده‌است.